# Notwegerecht
Das Notwegerecht ist im Nachbarrecht ein Wegerecht für einen Grundstückseigentümer, den Hinterlieger, dessen Grundstück wegen fehlender Verbindung zu einem öffentlichen Weg oder einem fehlenden Geh- und Fahrweg im Rahmen einer Dienstbarkeit nicht ordnungsgemäß benutzt werden kann.

## Allgemeines
Die ordnungsgemäße Benutzung besteht vor allem im Zugang zu einem Grundstück oder grundstücksgleichen Recht. Ist der Zugang zu einem Grundstück jedoch weder unmittelbar über eine öffentliche Straße noch mittelbar über Dienstbarkeiten zu Lasten benachbarter („dienender“) Grundstücke gesichert, greift das Notwegerecht ein. Wie das Wort bereits signalisiert, dürfen keinerlei Zugangsmöglichkeiten bestehen, so dass ein Grundstückseigentümer an der ordnungsgemäßen Benutzung seines Grundstücks gehindert ist und für ihn daher eine Notlage besteht. Dann helfen ihm die gesetzlichen Regelungen über das Notwegerecht.

## Deutschland
Die Rechtsnormen über das Notwegrecht sind Teil des deutschen Sachenrechts, geregelt in den §§ 917 und § 918 BGB. Fehlt einem Grundstück die zur ordnungsmäßigen Benutzung notwendige Verbindung mit einem öffentlichen Weg, so kann der Eigentümer gemäß § 917 BGB von den Nachbarn verlangen, dass sie die Benutzung ihrer Grundstücke zur Herstellung der erforderlichen Verbindung dulden. Die Nachbarn, über deren Grundstücke der Notweg führt, sind durch eine Geldrente zu entschädigen, für die die Bestimmungen über die Rente beim Überbau sinnentsprechend gelten. Das Notwegerecht endet, wenn die Verbindung zu einem öffentlichen Weg – etwa durch Neubau – hergestellt wird.
Ein Notweg ist gemäß § 918 Abs. 1 BGB von den Nachbarn nicht zu erdulden, wenn die bisherige Verbindung des Grundstücks mit dem öffentlichen Weg durch eine willkürliche Handlung des Eigentümers aufgehoben wird (in der Praxis meist eine Bebauung des bisherigen eigenen Weges oder Teilung in mehrere Grundstücke ohne ausreichende und gesicherte Zuwegung).
Wird das Grundstück geteilt und ein Teil veräußert und deswegen vom öffentlichen Weg abgeschnitten, so hat der Eigentümer der bisherigen Verbindung zum neuen Hinterlieger den Notweg zu dulden (§ 918 Abs. 2 BGB).
Rechtsinhaber des Notwegerechts ist der Eigentümer des eingeschlossenen Grundstücks, Gegner sind der oder die Eigentümer, über deren Grundstücke der Notweg führen muss. Eine notwendige Verbindung zu einem öffentlichen Weg fehlt nicht nur dann, wenn sie gar nicht vorhanden ist, sondern auch, wenn eine vorhandene Verbindung zur ordnungsgemäßen Benutzung nicht ausreicht. Unerheblich ist der Ausbauzustand eines Weges, ein bloßer Feldweg schließt das Notwegerecht aus. Verlangt der Grundstückseigentümer vom Nachbarn einen Notweg, so wird diesem die Duldung hierzu auferlegt. Der dem Grundstückseigentümer eigentlich zustehende Beseitigungsanspruch nach § 1004 BGB wird zu einem Grundrenten-Entschädigungsanspruch reduziert.
Das Notleitungsrecht wurde von der Rechtsprechung analog zum Notwegerecht entwickelt und besagt, dass einem Grundstück – bedingt durch seine Lage – die notwendige Verbindung zum öffentlichen Kanal- oder Versorgungsnetz für Strom, Ferngas, Fernwärme, Wasser, Abwasser oder Telefon fehlt und deshalb nur durch eine über das Nachbargrundstück führende Leitung versorgt werden kann.

## Österreich
In Österreich kann für eine Liegenschaft, für welche die nötige Wegeverbindung mit dem öffentlichen Wegenetze fehlt, welche für eine ordentliche Bewirtschaftung oder Benützung erforderlich ist,
- weil eine Wegeverbindung gänzlich fehlt oder
- diese unzulänglich erscheint,

die gerichtliche Einräumung eines Notweges über eine fremde Liegenschaft nach dem Gesetz vom 7. Juli 1896, betreffend die Einräumung von Nothwegen (NWG), RGBl. Nr. 140/1896, verlangt werden, wenn der Nachteil für die belastete Liegenschaft nicht höher ist als der Vorteil für den zukünftig Berechtigten.
Der Notweg besteht nach § 3 NWG in der Servitut des Fußsteiges, Viehtriebes oder Fahrweges, oder in der Erweiterung solcher bereits bestehender Wegerechte. Wird eine auf Grund dieses Gesetzes eingeräumte Notwegeservitut in der Folge entbehrlich, so kann das Gericht auf Antrag eine Entschädigung bestimmen oder das Notwegerecht ganz oder teilweise aufheben (§ 24 NWG).
Ähnliche Regelungen wie im NWG finden sich auch im Güter- und Seilwege-Grundsatzgesetz 1967 (BGBl. Nr. 198/1967) und in den §§ 6 ff Forstgesetz 1975 (BGBl. Nr. 440/1975).
Das österreichische Notwegegesetz ist seit 1896 praktisch unverändert. Es war daher erforderlich, dass die Gerichte den gesellschaftlichen Veränderungen seither Rechnung tragen. Diese haben daher eine reichhaltige Judikatur entwickelt.

## Liechtenstein
Das liechtensteinische Notwegerecht wurde aus der Schweiz rezipiert. Dabei wurden jedoch in Art 102 SR nur die Absätze 1, 3 und 4 aus Art 694 ZGB übernommen. Die Absätze 2 und 5 sind eigenständige Rechtsbestimmungen aus Liechtenstein. Zum Inhalt des Notwegerechts in Liechtenstein kann auf die Ausführungen zum schweizerischen Notwegerecht verwiesen werden.

## Schweiz
Art 694 ZGB gilt nach schweizerischer Lehre und Rechtsprechung nur subsidiär zum kantonalen Recht und zu Übung oder Ortsgebrauch in der Schweiz.
Voraussetzungen nach Art 694 ZGB für die Geltendmachung und Einräumung des Notwegerechts sind:
- benachbarte Liegenschaften,
- die gänzliche Ermangelung einer
- geeigneten Anbindung,
- an das öffentliche Wegenetz, und
- volle Entschädigung für die Rechteeinräumung.

Der Anspruch auf Einräumung eines Notwegerechts richtet sich grundsätzlich gemäß Art 694 Abs. 2 ZGB gegen den Nachbarn, dem die Gewährung des Notweges der früheren Eigentums- und Wegeverhältnisse wegen am ehesten zugemutet werden darf, und im weitern gegen denjenigen, für den der Notweg am wenigsten schädlich ist. Bei der Festsetzung des Notweges ist auf die beidseitigen Interessen Rücksicht zu nehmen (Art 694 Abs. 3 ZGB).
Gemäß Art 695 ZGB bleibt es den Kantonen vorbehalten, über ähnliche Rechte und, über die Befugnis des Grundeigentümers, zum Zwecke der Bewirtschaftung oder Vornahme von Ausbesserungen und Bauten das nachbarliche Grundstück zu betreten, sowie über das Streck- oder Tretrecht, den Tränkweg, Winterweg, Brachweg, Holzlass, Reistweg u. dgl. nähere Vorschriften aufzustellen.
Nach schweizerischer Lehre bilden auch andere Arten der Querung von Grundstücken, z. B. durch Seilbahnen, Tunnel, Brücken oä als ein analoger Anwendungsfall für den Art 694 ZGB (ähnlich Art 102 Abs 1,3 und 4 SR).